# Aisling Bea
Aisling Clíodhnadh O'Sullivan, née le 16 mars 1984, connue professionnellement en tant qu'Aisling Bea, est une actrice, humoriste, écrivaine et militante irlandaise.

## Biographie

### Jeunesse
Aisling Bea est née à Kildare, en Irlande,. Son père, Brian, vétérinaire pour chevaux, se suicide alors qu'elle a trois ans,. Elle adopte le nom de scène Bea en hommage à son père. Elle n'apprend la cause de sa mort qu'à l'âge de 13 ans. Bea et sa jeune sœur Sinéad sont élevées par leur mère, Helen (née Moloney), une enseignante du secondaire qui avait auparavant été entraîneuse de jockeys et jockey professionnelle.
Dans sa jeunesse, Bea a travaillé comme guide touristique au Haras national irlandais (en), mais elle savait dès son plus jeune âge qu'elle n'était pas intéressée par l'industrie des courses de chevaux et qu'elle préférait se produire sur scène. Sa grand-tante était la dramaturge Siobhán Ní Shúilleabháin (en)   et le musicien Liam O'Flynn était un ami de la famille.
Aisling Bea fait ses études à la Presentation Secondary School de Kildare (en), une école catholique, et étudie le français et la philosophie au Trinity College de Dublin. Pendant ses études, elle fait partie d'un groupe de sketchs comiques étudiant. Elle étudie ensuite à la London Academy of Music and Dramatic Art (LAMDA).

## Carrière
Après son diplôme de l'école d'art dramatique, Aisling Bea passe deux ans à essayer de trouver du travail au théâtre en tant qu'actrice dramatique. Au lieu de cela, elle est principalement castée dans des séries télévisées comiques, notamment Cardinal Burns (en) et Dead Boss (toutes deux en 2012). Pendant le tournage de Dead Boss, en 2011, Aisling Bea décide de s'essayer à la comédie de stand-up,. En 2012, elle remporte le prix Gilded Balloon (en) So You Think You're Funny (en) au Festival Fringe d'Édimbourg et, en 2013, elle est nommée en tant que meilleure nouvelle venue aux Edinburgh Comedy Awards (en) pour son spectacle C'est La Bea.
La visibilité apportée par ces prix et ces participations à des festivals marque un tournant dans la carrière de Bea et elle commence à être régulièrement invitée dans des émissions comme QI et Insert Name Here (en). Bea et Yasmine Akram coécrivent et co-animent la série comique folklorique Micks and Legends de BBC Radio 4 (2012, 2015), qui est nommée pour un Chortle Award (en) en 2013.
Aisling Bea remporte le British Comedy Award 2014 du meilleur comique féminin de télévision et retourne à Édimbourg, en 2015, avec le spectacle en direct Plan Bea. En 2016, elle devient capitaine d'équipe dans 8 Out of 10 Cats et fait partie du casting de Taskmaster, en 2017.
Elle continue à jouer dans des sitcoms télévisés, notamment Trollied (en) (2014-2015), The Delivery Man (en) (2015) et la série télévisée irlandaise d'Amy Huberman (en), Finding Joy (2018). De plus, elle joue dans les drames policiers The Fall (2016) et Hard Sun (2018). En 2018, elle commence à co-animer, avec Sara Pascoe (en), l'émission de chat humoristique What's Normal? de BBC Radio 2. Elle enregistre un spécial stand-up de 15 minutes qui est diffusé sur Netflix fin 2018.
Elle joue dans la série de comédie dramatique Netflix Living with Yourself (2019-présent), et est la star et la scénariste en chef de la série comique de Channel 4 This Way Up (en) (2019-présent). Elle est également apparue dans la série dramatique Quiz (2020) d'ITV.
Pour son travail sur This Way Up, Bea remporte le Bafta 2020 British Academy Television Craft Award dans la catégorie révélation de talent.

## Militantisme
Aisling Bea a soutenu avec force la campagne Repeal the 8th lors du référendum constitutionnel irlandais de 2018 sur l'accès à l'avortement, qui a été couronnée de succès et qui visait à introduire l'avortement légal en république d'Irlande,, notamment en contribuant par un essai à Repeal the 8th d'Una Mullally (en) un mois avant le vote. Elle avait auparavant fait campagne pour la législation sur le mariage homosexuel lors du référendum irlandais de 2015, qui a été couronné de succès.

## Filmographie

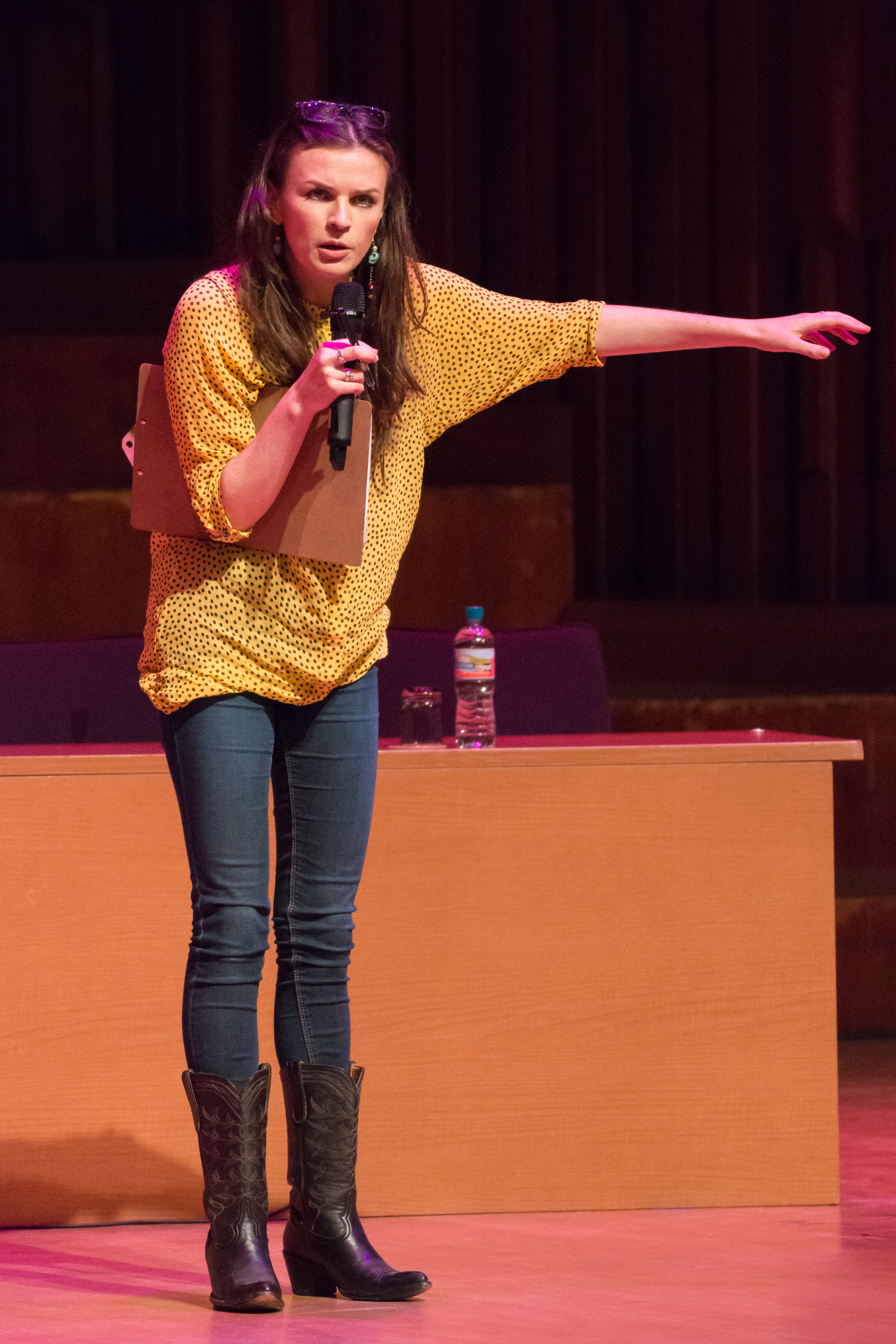
Aisling Bea en août 2014.

### Actrice
| Année        | Titre                                      | Rôle                        | Notes                                        |
| ------------ | ------------------------------------------ | --------------------------- | -------------------------------------------- |
| 2009         | Fair City (en)                             | Cliodhnah Norris            | 3 épisodes                                   |
| 2009         | We Are Klang (en)                          | Inspectrice                 | 1 épisode                                    |
| 2009         | The Roy Files                              | La fille aux tickets (voix) | Épisode : Truth And Lies                     |
| 2009         | Belonging to Laura                         | Leanne Thompson             | Film télé                                    |
| 2010         | Inn Mates                                  | Elf                         | Pilote                                       |
| 2009–2014    | The Savage Eye                             | Divers                      | 4 épisodes                                   |
| 2010         | L.O.L                                      | Divers                      | Pilote Écrivaine                             |
| 2010         | Freedom                                    | Aisling                     | Pilote                                       |
| 2010         | Come Fly with Me                           | Mary O'Mara                 | 1 épisode                                    |
| 2011         | Inspecteur Lewis                           | Réceptionniste d'hôtel      | 1 épisode                                    |
| 2011         | Holby City                                 | Amelia Warner               | 1 épisode                                    |
| 2012         | Cardinal Burns (en)                        | Sally                       | 5 épisodes                                   |
| 2012         | Dead Boss                                  | Laura Stephens              | 6 épisodes                                   |
| 2012         | In with the Flynns (en)                    | Naimah                      | 1 épisode                                    |
| 2012         | The Town (en)                              | Carly                       | 3 épisodes                                   |
| 2012         | Trivia                                     | Ruth                        | 6 épisodes                                   |
| 2012         | Assassin's Creed III                       | Emily Burke (voix)          | Jeux vidéo                                   |
| 2013         | Fit                                        | Divers                      |                                              |
| 2013         | Soul Sacrifice                             | Similia (voice)             | Jeux vidéo                                   |
| 2013         | Quick Cuts                                 | Customer                    | 1 épisode                                    |
| 2013         | Tattooed                                   | Eve                         | Court métrage                                |
| 2013         | Very Few Fish                              | Gráinne                     | Court métrage                                |
| 2014         | Playhouse Presents                         | Toddler Woman               | 1 épisode                                    |
| 2014         | The Architects                             | Hayley (voix)               | BBC Radio 4 4 épisodes                       |
| 2014         | The Assets                                 | Kara Jensen                 | 1 épisode                                    |
| 2014         | Vodka Diaries                              | Nic                         | Pilot                                        |
| 2014         | The Sunny                                  | Emma                        | Pilote                                       |
| 2014–2015    | Trollied (en)                              | Charlie                     | 13 épisodes                                  |
| 2015         | Funny Valentines                           | Sarah                       | 2 épisodes                                   |
| 2015         | The Delivery Man (en)                      | Lisa                        | 6 épisodes                                   |
| 2015         | The Trap                                   | Marie                       |                                              |
| 2015         | Nish Kumar's Christmas                     | Agent                       | Court métrage                                |
| 2016         | Bullet to the Heart                        | Jane                        | Court métrage Écrivaine                      |
| 2016         | Damned (en)                                | Anne-Marie                  | 1 épisode                                    |
| 2016         | The Fall                                   | Kiera Sheridan              | 4 épisodes                                   |
| 2017         | Drunk History (en)                         | Guenièvre                   | 1 épisode                                    |
| 2017         | Gap Year (en)                              | Kendra                      | 2 épisodes                                   |
| 2018         | Hard Sun                                   | Mari Butler                 | 5 épisodes                                   |
| 2018         | Plebs                                      | Minerva                     | 1 épisode                                    |
| 2018         | I Feel Bad (en)                            | Simone                      | 1 épisode                                    |
| 2018         | Finding Joy                                | Amelia                      | 6 épisodes                                   |
| 2019         | State of the Union (en)                    | Anna                        | Épisode: Plaster Cast                        |
| 2019-présent | Living with Yourself                       | Kate Elliot                 | 8 épisodes                                   |
| 2019-présent | This Way Up (en)                           | Aine                        | 12 épisodes Écrivaine, productrice exécutive |
| 2020         | Love Wedding Repeat                        | Rebecca                     |                                              |
| 2020         | Quiz                                       | Claudia Rosencrantz (en)    | 3 épisodes                                   |
| 2021         | Amphibia                                   | Capitaine Beatrix (voix)    | Épisode: Barrel's Warhammer                  |
| 2021         | Maman, j'ai raté l'avion ! (ça recommence) | Carol Mercer                |                                              |
| 2022         | Doctor Who                                 |                             |                                              |
| TBA          | Riverdance: The Animated Adventure (en)    |                             |                                              |